# Temps (grammaire)
Pour les articles homonymes, voir Temps (homonymie).
En grammaire, le terme « temps » est utilisé avec plusieurs acceptions. Il désigne tout d’abord l’un des traits grammaticaux du verbe. Avec les qualificatifs « présent », « passé » et « futur », il dénomme les valeurs temporelles de base exprimées par le verbe. Il peut aussi se référer aux divers paradigmes ou formes temporelles qui nuancent les valeurs de base, comme « le temps imparfait », « le temps futur antérieur », etc. De plus, en tant que complément du nom (« de temps »), il qualifie une sous-classe des adverbes, un type de complément circonstanciel (adverbial) et un type de proposition subordonnée circonstancielle (adverbiale).

## Temps verbal
L’expression du temps verbal indique où se place le procès sur l’axe du temps dans le sens physique de celui-ci.
Le placement du procès sur l’axe du temps peut l’être par rapport au moment où le locuteur parle, ce moment se situant au présent de son point de vue, avant ce moment s’agissant du passé et après ce moment – du futur. Ce sont les trois valeurs temporelles de base, exprimées par des formes temporelles dites d’« emploi absolu ». Le procès peut aussi être rapporté à un autre moment que celui de la parole, dans cette perspective s’agissant de simultanéité, d’antériorité ou de postériorité par rapport à ce moment, rapports exprimés par des formes temporelles utilisées avec une valeur dite « relative »,,.
Entre diverses langues il peut y avoir des différences importantes quant à la façon dont on exprime les temps verbaux. Dans certaines langues il y a relativement beaucoup de formes temporelles marquées morphologiquement par des affixes et/ou des verbes auxiliaires ou semi-auxiliaires, associées éventuellement à des adverbes de temps, dans d’autres il y en a moins, leurs valeurs ressortissant à l’aide d’adverbes et/ou du contexte. Le français est plus riche en formes temporelles que le roumain, par exemple. Rien qu’au mode indicatif, le premier en a quinze, alors que le second en a dix. À son tour, le roumain est plus riche en formes temporelles que le hongrois, par exemple, qui n’en a que trois à l’indicatif, une pour chaque valeur temporelle de base. Les langues qui expriment la voix passive ont pratiquement le double du nombre des formes verbales qu’elles ont à la voix active.

### Temps grammatical et temps réel
La relation entre temps grammatical et temps réel n’est pas toujours univoque, c’est-à-dire que l’une ou l’autre des formes verbales temporelles n’indique pas le temps que le terme en cause dénomme. Ainsi, par exemple, en anglais, la forme appelée « présent continu » peut aussi exprimer un procès futur (ex. I’m going home tomorrow « Je rentre chez moi demain ») ou passé : Last week I’m walking down this street… « La semaine dernière, je descends cette rue… » (présent appelé historique ou narratif). En hongrois, par exemple, l’emploi de la forme de présent pour le futur est systématique lorsque le verbe exprime une réalisation ou un résultat, cette forme ne se référant vraiment au présent que lorsque le verbe exprime un état ou une action en déroulement. C’est pareil en BCMS (bosnien, croate, monténégrin et serbe).
Il y a aussi des formes temporelles équivalentes du point de vue grammatical, qui ne diffèrent que par le registre de langue dans lequel elles sont utilisées. C’est le cas en roumain, par exemple, des formes de futur. En tant que formes correspondant à « je ramasserai » ou « je vais ramasser » on peut dire am să adun / o să adun (registre courant) – oi aduna (registre familier) – voi aduna (registre soutenu).
La non-concordance entre temps grammatical et temps réel est évidente dans certaines langues dans le cas des formes temporelles utilisées avec une valeur relative. Par exemple, en BCMS ou en hongrois, le présent employé dans une subordonnée dont le verbe régissant est à un temps passé, exprime un procès simultané avec celui du verbe régissant, donc un procès également passé par rapport au moment de la parole :
(sr) Pitao sam ga šta traži u mojoj sobi « Je lui ai demandé ce qu’il cherchait dans ma chambre » ;
(hu) Azt hittem, hogy alszik « Je croyais qu’il/elle dormait ».
D’autres langues, comme le français, évitent en général de telles non-concordances, le verbe subordonné étant dans ce cas à l’imparfait de l’indicatif : Ma mère me disait toujours que je devais faire des études.
Dans certaines langues, certaines formes temporelles peuvent être utilisées pour indiquer autre chose que le temps. Un exemple anglais est I wish I knew « Je voudrais bien le savoir », où le verbe a la forme appelée « passé simple » mais exprime un procès souhaité au présent.

### Temps et aspect
Le trait grammatical du temps est lié a celui de l’aspect. Par exemple, dans les langues slaves, comme BCMS, où l’aspect est systématiquement exprimé surtout par des affixes qui forment des paires de verbes, l’un d’aspect imperfectif, l’autre perfectif, il y a des restrictions d’association du temps avec l’aspect. Ainsi, un verbe perfectif ne peut pas, d’ordinaire, être utilisé dans une phrase simple ou dans une proposition principale au présent ni à l’imparfait. Dans des langues où l’aspect n’est pas marqué de cette façon, comme les langues romanes, et dont les grammaires traditionnelles ne traitent d’ailleurs pas des aspects, ceux-ci sont tout de même exprimés par certaines formes temporelles justement. Ainsi, concernant le français, par exemple, on peut parler de temps qui expriment l’aspect perfectif aussi, comme le passé simple ou le passé composé, et de temps qui associent l’imperfectif à leur sens temporel, comme l’imparfait utilisé absolument.

### Temps et mode
Il y a une différence quant à l’expression des valeurs temporelles entre les modes personnels et les modes impersonnels, ces derniers dits aussi formes nominales du verbe. Ceux-ci ont plus souvent que les premiers une seule forme. Le français, par exemple, a, à tous les modes, qu’ils soient personnels ou impersonnels, au moins une forme de présent et une de passé, qui exprime l’antériorité par rapport au verbe personnel qui est leur régissant. En roumain, par contre, la forme correspondant au gérondif ou celle de supin n’ont qu’une seule forme, qui prend d’ordinaire la valeur temporelle du verbe personnel qui est leur régissant, exprimant la simultanéité avec celui-ci, ex. Pofta vine / ne-a venit / are să ne vină mâncând « L’appétit vient / nous est venu / nous viendra en mangeant ». L’expression de la simultanéité vaut d’ailleurs pour les formes nominales de présent du verbe français aussi.
Par ailleurs, tous les modes personnels n’ont pas de formes pour les trois valeurs temporelles de base. En français et dans d’autres langues aussi, seul l’indicatif en a pour toutes.

### Formes verbales temporelles
En fonction de la langue considérée, il existe plus ou moins de formes temporelles du verbe pour exprimer autant de nuances des trois valeurs de base, le présent, le passé et le futur. Les formes diffèrent selon le mode verbal, la voix, l’aspect, le mode d’action, le rapport temporel exprimé, le registre de langue et des facteurs pragmatiques.
En fonction de ces notions également, les formes temporelles peuvent être simples ou composées, les premières constituées à l’aide d’affixes, les dernières avec des verbes auxiliaires ou semi-auxiliaires. Les formes simples sont surtout caractéristiques pour les langues ayant un degré relativement grand de synthétisme, et les composées – pour celles à un degré relativement grand d’analytisme. Une forme simple dans une langue peut correspondre à une forme composée dans une autre. Le conditionnel présent, par exemple, est analytique en roumain mais synthétique en français, ex. Aș face totul pentru tine « Je ferais tout pour toi ».
Telle valeur temporelle de base est parfois exprimée par une forme qui n’est pas spécifique pour cette valeur, mais pour une autre. Les formes non spécifiques, mais aussi les spécifiques sont parfois accompagnées de compléments circonstanciels de temps qui précisent, respectivement renforcent leur valeur temporelle.

#### Le présent
Dans leur emploi absolu et spécifique, les formes de présent expriment le caractère actuel du procès, indiquant la concomitance avec le moment où le locuteur parle,. Dans le cadre de cette valeur spécifique il y a plusieurs nuances.
La valeur d’actualité consiste en ce que le procès est limité au moment de la parole : (fr) Il écrit une lettre à son amie.
D’autres valeurs incluent ce moment dans une plage de temps qui comprend le passé et le futur aussi. Ce sont des valeurs omnitemporelles. L’une de celles-ci est gnomique : (en) York lies on the River Ouse « York se trouve sur la rivière Ouse ». Une autre est itérative : (ro) Avionul de Paris are cinci curse săptămânal « L’avion de Paris a cinq vols par semaine ».
En utilisation absolue, la forme de présent est parfois employée pour les autres valeurs temporelles de base, sans lien avec le présent.
Il peut s’agir du futur, dans le registre courant : (sr) Sutra dolazim kod tebe « Demain je viens chez toi ».
Le verbe utilisé au présent de l’indicatif au lieu de l’impératif se réfère également au futur : (hu) Elmegy a sarokig, és ott jobbra fordul « Vous allez jusqu’au coin de la rue et là vous tournez à droite ».
La forme de présent peut aussi exprimer des procès passés par rapport au moment de la parole, dans le registre courant ou soutenu, ce dernier dans certaines œuvres littéraires ou dans des ouvrages d’histoire. Il s’agit du présent historique : (fr) Soudain tous les regards se tournent vers la porte [...] (Michel Butor).
Comme temps relatif, le présent, lorsqu’il est le temps du prédicat d’une proposition subordonnée, a souvent une valeur non spécifique, exprimant une autre valeur de base, dictée par son verbe régissant : (fr) Si on m’interroge, je dirai que je ne suis pas au courant de cette affaire.
La forme de présent a aussi un rôle morphologique, celle des verbes auxiliaires participant à la constitution de nombre de formes composées à divers modes. En français, par exemple, il y a à tous les modes une forme de passé composée avec le présent de l’auxiliaire. Exemples au passé composé : À la fin du match, le journaliste est descendu sur le court de tennis, il a tendu le micro au jeune champion et il lui a posé beaucoup de questions.
Dans certaines langues il y a deux formes de présent, l’une synthétique et l’autre analytique, cette dernière spécialisée dans le mode d’action duratif. C’est le cas, en anglais, de la forme appelée « présent continu » correspodant en français à la périphrase « être en train de… » : I’m just ironing this shirt « Je suis en train de repasser cette chemise ».

#### Le passé
Par les formes de passé utilisées de manière absolue, le locuteur place le procès avant le moment où il parle. En fonction de la langue en cause, il peut y avoir des formes de passé spécialisées dans l’utilisation absolue, comme le passé simple ou le passé composé en français, d’autres – spécifiques pour un emploi relatif, comme le plus-que-parfait de l’indicatif, et d’autres encore, utilisables des deux façons, comme l’imparfait de l’indicatif.
Le nombre de formes de passé peut être très différent d’une langue à l’autre. Le hongrois en a deux, une à l’indicatif qui, à la 3e personne du singulier, est aussi celle du participe passé, et une autre au conditionnel ; en BCMS il y en a sept, dont quatre sont peu ou très peu fréquentes ; en roumain il y en a huit. Par contre, le français en a 14, sans compter les périphrases qui expriment elles aussi des procès passés.

#### Le futur
En emploi absolu, les formes de futur situent le procès après le moment de la parole, mais utilisées relativement, dans certaines langues, comme le roumain, BCMS ou le hongrois, les mêmes formes peuvent maintenir le procès dans le passé, n’exprimant la postériorité que par rapport à leur verbe régissant à un temps passé. Dans d’autres langues il y a des formes spécialisées pour cet emploi, appelées « futur dans le passé ». Tels sont le français ou l’anglais.
Dans les langues traitées ici il n’y a des formes de futur qu’à l’indicatif, sauf en hongrois, qui a une forme de participe futur aussi, ex. A ma feladandó levelek az asztalon vannak « Les lettres à poster aujourd’hui sont sur la table.
La valeur temporelle de futur est souvent exprimée par des formes non spécifiques, celles de présent de divers modes personnels. Celles de certains modes qui expriment des procès non réels mais voulus, impliquent même l’idée de futur. Tels sont l’impératif et le subjonctif. Exemples :
(fr) Ne touchez pas à ça ! ;
(en) The Opposition are insisting that the Minister resign « L’opposition insiste pour que le ministre démissionne ».
Le présent de l’indicatif aussi est souvent utilisé pour indiquer un procès futur : (ro) Mâine plec la Constanța « Demain je vais à Constanța ».
En BCMS, par exemple, le verbe perfectif ayant la forme de présent n’a même pas la valeur de présent, étant utilisé d’ordinaire dans des propositions subordonnées pour un procès futur : (sr) Oni će igrati tango dok ne padnu od umora « Ils danseront le tango jusqu’à ce qu’ils tombent de fatigue ».
Le verbe à l’indicatif présent à valeur d’impératif implique lui aussi le futur : (ro) Stingi chiar acum lumina și te culci! « Tu éteins tout de suite la lumière et tu te couches ! ».
En français, le présent est obligatoire au lieu du futur en proposition conditionnelle avec si : Si j’ai le temps, je passerai chez toi ce soir.

## Complément de temps
Le complément de temps est l’un des compléments du verbe appelés circonstanciels ou adverbiaux. Il aide à exprimer les valeurs temporelles, que la forme du verbe soit spécifique ou non pour la valeur en cause. Le complément de temps est exprimé par un adverbe de temps ou par un syntagme dont le noyau est un nom exprimant le temps. Exemples :
(fr) Maintenant, presque tous les jeunes font des voyages à l’étranger ;
(en) She had met Max six months before « Elle avait rencontré Max six mois auparavant ».
(hu) Jövőre elveszlek feleségül « L’année prochaine je t’épouse ».

## Subordonnée de temps
Les propositions subordonnées de temps établissent un rapport temporel entre deux procès. Il y a trois rapports qui sont exprimés, par le sens de la conjonction, ainsi que par le mode et le temps du prédicat de la subordonnée :
- simultanéité : (fr) Quand il m’a vu, il m’a souri[45] ;
- antériorité : (ro) Se va trece la asalt după ce artileria își va fi terminat misiunea « On passera à l’assaut après que l’artillerie aura fini sa mission »[46] ;
- postériorité : (en) We walked on until we got to the bridge « Nous avons continué à marcher jusqu’à ce que nous soyons arrivé(e)s au pont »[47].